# Villar Dora
Villar Dora là một đô thị ở tỉnh Torino trong vùng Piedmont, có vị trí cách khoảng 25 km về phía tây của Torino, nước Ý. Tại thời điểm ngày 31 tháng 12 năm 2004, đô thị này có dân số 2.867 người và diện tích là 5,6 km².
Đô thị Villar Dora có các frazioni (các đơn vị trực thuộc, chủ yếu là các làng) Andruini, Baratta, Bert, Borgionera, Bosio, Calliero, Cordonatto, Giorda, Merlo, Montecomposto, Richetto, Torre del colle, và Vindrola.
Villar Dora giáp các đô thị: Rubiana, Caprie, Almese, Sant'Ambrogio di Torino, và Avigliana.

## Một vài hình ảnh

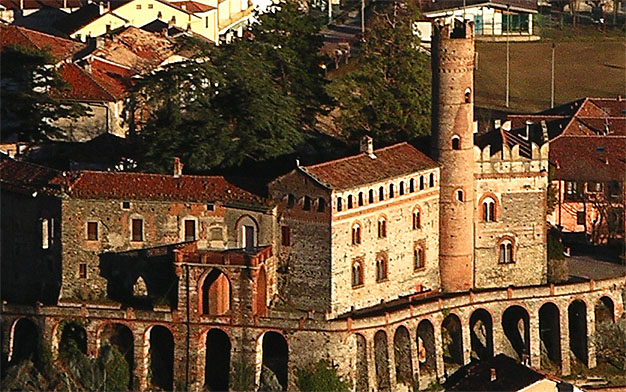
Lâu đài Villar Dora
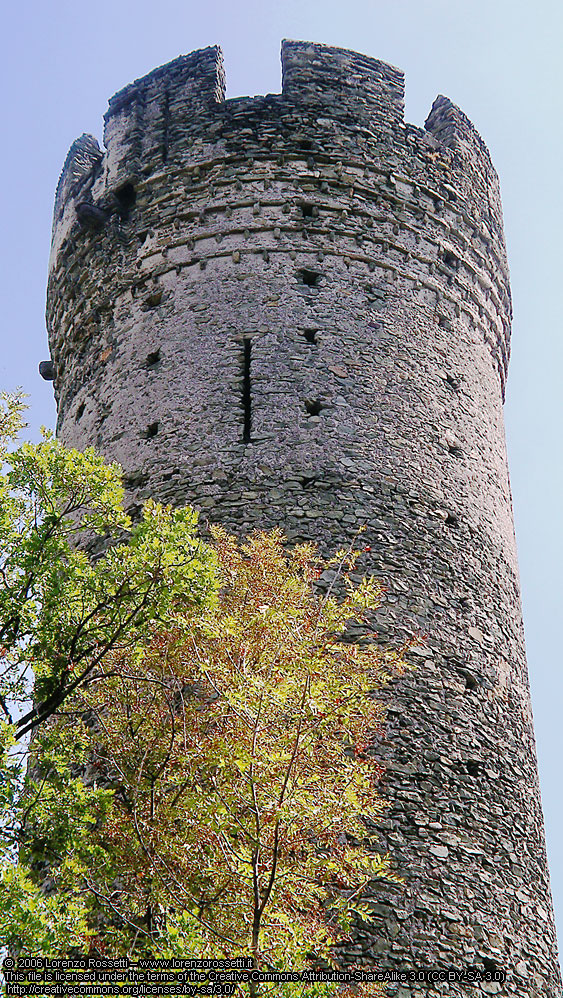
"Torre del Colle"
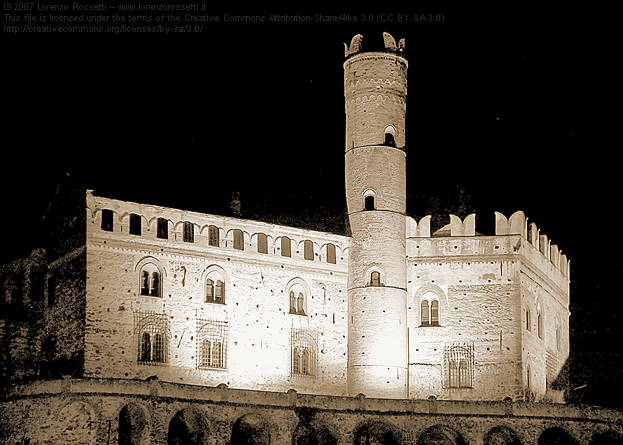
Lâu đài về đêm